# Grottes de Bhaja
Les grottes de Bhaja sont un groupe de vingt-deux grottes creusées dans la roche datant du IIe siècle av. J.-C. situées dans le district de Pune, près de Lonavla, dans le Maharashtra. Les grottes se trouvent à 400 pieds au-dessus du village de Bhaja, sur une ancienne route commerciale importante reliant la mer d'Arabie au plateau du Deccan (division entre l’Inde du Nord et l’Inde du Sud). Les inscriptions et le temple de la grotte sont protégés en tant que monument d'importance nationale par l'Archaeological Survey of India conformément à la notification no 2407-A,. Il appartient à l'ancienne école bouddhiste Hīnayāna au Maharashtra. Les grottes ont un certain nombre de stūpas, une de leurs caractéristiques significatives. La fouille la plus importante est son chaitya (ou chaityagrha - grotte XII), un bon exemple du développement précoce de cette forme à partir d'une architecture en bois, avec un plafond voûté en fer à cheval. Sa vihara (caverne XVIII) a une véranda à piliers devant et est ornée de reliefs uniques. Ces grottes sont importantes pour leurs indications sur la prise de conscience de l'architecture en bois. Les gravures prouvent que le tabla — un instrument de percussion — a été utilisé en Inde pendant au moins deux mille ans. La sculpture montre une femme jouant du tabla et une autre femme jouant de la danse.

## Architecture
Les grottes de Bhaja partagent une conception architecturale avec les grottes de Karla. Le monument le plus imposant est le grand sanctuaire — chaityagriha — avec une entrée ouverte en arc en fer à cheval ; selon l'Archaeological Survey of India, le chaityagrha est l'aspect le plus important des grottes et l'un des plus anciens de ce genre. Le chaitrya a des reliefs uniques de la mythologie indienne. Les autres grottes ont une nef et une nef, avec une abside contenant une tupa solide et une allée entourant l’abside, fournissant le chemin de circumambulation.
Chaitygraha a quelques images de Bouddha. Une inscription de citerne porte le nom d'un donateur, Maharathi Kosikiputa Vihnudata, du IIe siècle de notre ère. Une poutre en bois enregistre deux autres inscriptions datant du IIe siècle av. J.-C.. Huit inscriptions se trouvent dans les grottes, certaines donnant le nom des donneurs.
Les sculptures comportent une coiffe élaborée, des guirlandes et des bijoux ; ils ont peut-être été peints à l'origine avec des couleurs vives mais plus tard recouverts de plâtre. Caractéristique du bouddhisme primitif, les grottes avaient initialement une représentation symbolique du Bouddha. Après 4 ans, Bouddha fut également peint sous forme physique.
Près de la dernière grotte se trouve une cascade qui, pendant la saison de la mousson, a de l'eau qui tombe dans un petit bassin au fond.

## Instruments de musique
Ces grottes fournissent également une preuve importante concernant l’histoire du tabla — ou « Pushkara », ainsi qu'il était appelé auparavant —, un instrument de percussion indien, car des sculptures de 200 avant notre ère montrent une femme jouant du tabla et une autre dansant[réf. nécessaire].

## Stupas
Une partie notable du monument est un groupe de 14 stupas, cinq à l'intérieur et neuf à l'extérieur d'une fouille irrégulière. Les stupas sont des reliques de moines résidents décédés à Bhaja et portent une inscription portant le nom de trois moines, Ampinika, Dhammagiri et Sanghdina. L'un des stupas montre que Stavirana Bhadanta définit le vénérable révérend qui y est inscrit. Les détails du stupa indiquent le nom des moines et leurs titres respectifs. Les stupas ont été sculptés de manière très élaborée et deux d’entre eux ont une boîte à reliques sur le dessus. Les noms des moines ont été titrés avec Theras.

## Grottes

### Grotte VI
C'est un vihara irrégulier de 4 m2, avec deux cellules de chaque côté et trois à l'arrière. La fenêtre du chaitya est ornementale sur toutes les portes des cellules. Bodhi, la femme du laboureur, a offert ce Vihara car son nom est inscrit sur la porte de la cellule.

### Grotte IX
Figures d'animaux brisées, la véranda est sur le côté frontal. Elle ressemble à la grotte VIII des grottes de Pandavleni (en).

### Grotte XII
Le chaitya des grottes de Bhaja est peut-être la plus ancienne salle de chaitya, construite au deuxième siècle avant notre ère. Elle consiste en une salle absidale avec un stupa. Les colonnes sont inclinées vers l’intérieur à l’imitation de colonnes en bois qui auraient été structurellement nécessaires pour maintenir un toit. Le plafond est une voûte en berceau avec d'anciennes nervures en bois. Les murs sont polis dans le style Mauryan. Il était confronté à une importante façade en bois, aujourd'hui entièrement perdue. Une grande fenêtre en forme de fer à cheval, la fenêtre chaitya, a été placée au-dessus de la porte voûtée et toute la zone du portique a été sculptée pour imiter un bâtiment à plusieurs étages avec des balcons et des fenêtres et des hommes et des femmes sculptés qui ont observé la scène ci-dessous. Cela a créé l'apparence d'un ancien manoir indien.
Chaitya mesure 8 mètres de large, 18 mètres de long et 3,5 m de hauteur, avec une abside semi-circulaire à l'arrière et une allée de 1 m de large, séparée de la nef par un arbre de 27 octogones. Le dogoba a un diamètre de 3,5 m au sol. Cela ressemble aux grottes de Kondane. Le pilier comporte 7 symboles différents de Bouddha représentés sous forme florale, avec des boutons, feuilles et éventails.

### Grotte XIII
La grotte, qui semble avoir été construite autour d'une architecture en bois, a été détruite. Elle mesure 9 m de long et 4,5 m de profondeur. On voit quelques cellules à l'arrière et un système de porte à pêne.

### Grotte XIV
Cette grotte fait face au côté nord de 2 m de large et 8 m de profondeur, avec 7 cellules. Des bancs de pierre, des fenêtres carrées, des lits de pierre sont visibles dans les cellules.

### Grotte XV
On peut y accéder par des escaliers au sud de la grotte XIV. C'est un petit vihara de 4 m de large et de 3 m de profondeur. Elle a deux niches semi-circulaires et un banc à droite.

### Grotte XVI
Cette façade a 3 arches de Chaitya.

### Grotte XVII
C'est un petit vihara de 5,5 m de long et 4 m de profondeur, avec 5 cellules, l'une des cellules a un banc. Il comporte deux inscriptions dont l'une est endommagée. L'inscription de porte de cellule décrit « le don de cellule de Nadasava, une Naya de Bhogwati ». Une inscription de plus sur deux puits dans une niche décrit « un don religieux de citerne de Vinhudata, fils de Kosiki, un grand guerrier. ».

### Grotte XIX
C'est un monastère avec une véranda. La porte a des figures de gardien des deux côtés. Dans cette grotte, Surya monte sur un char et Indra monte sur un éléphant.

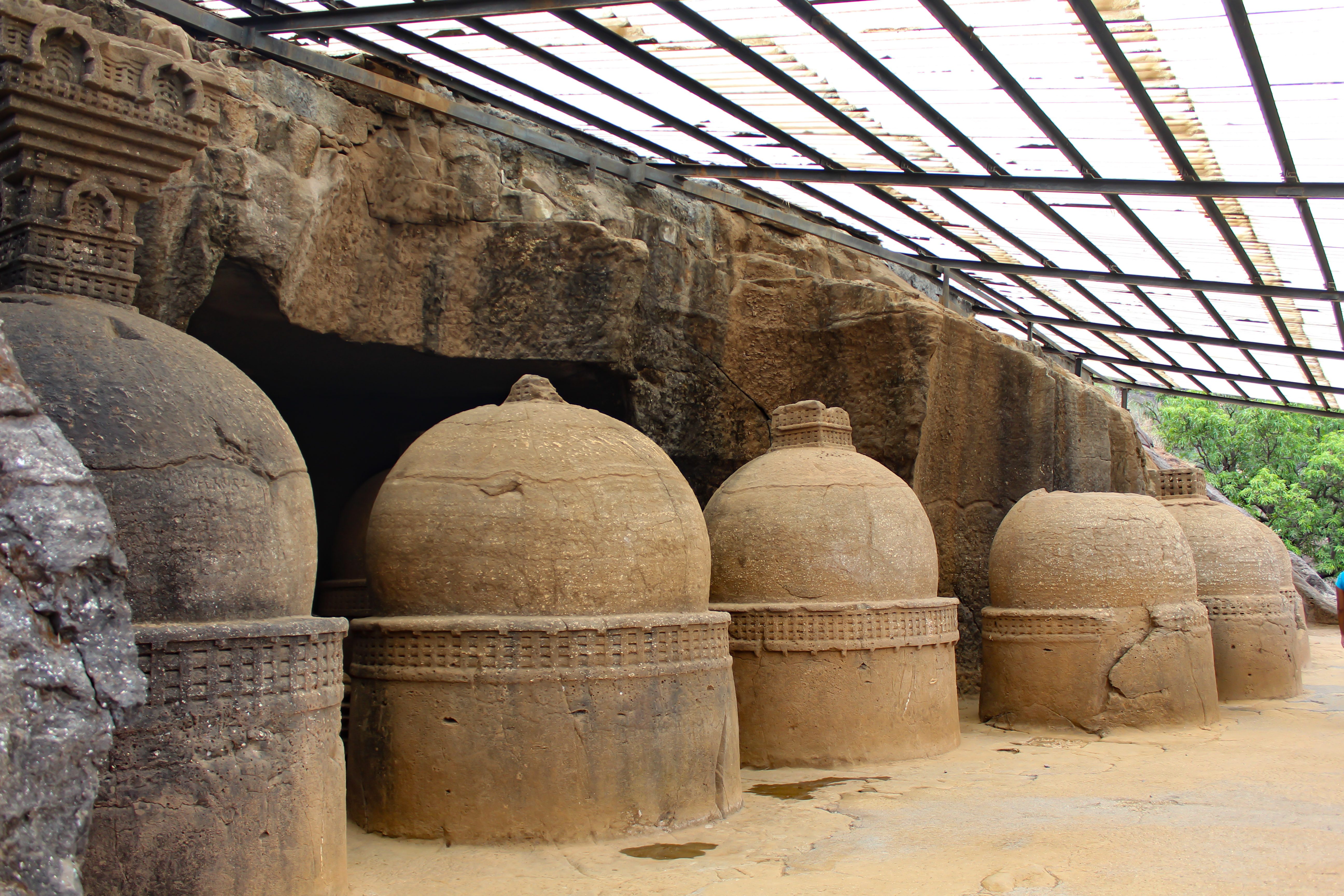
Stūpas
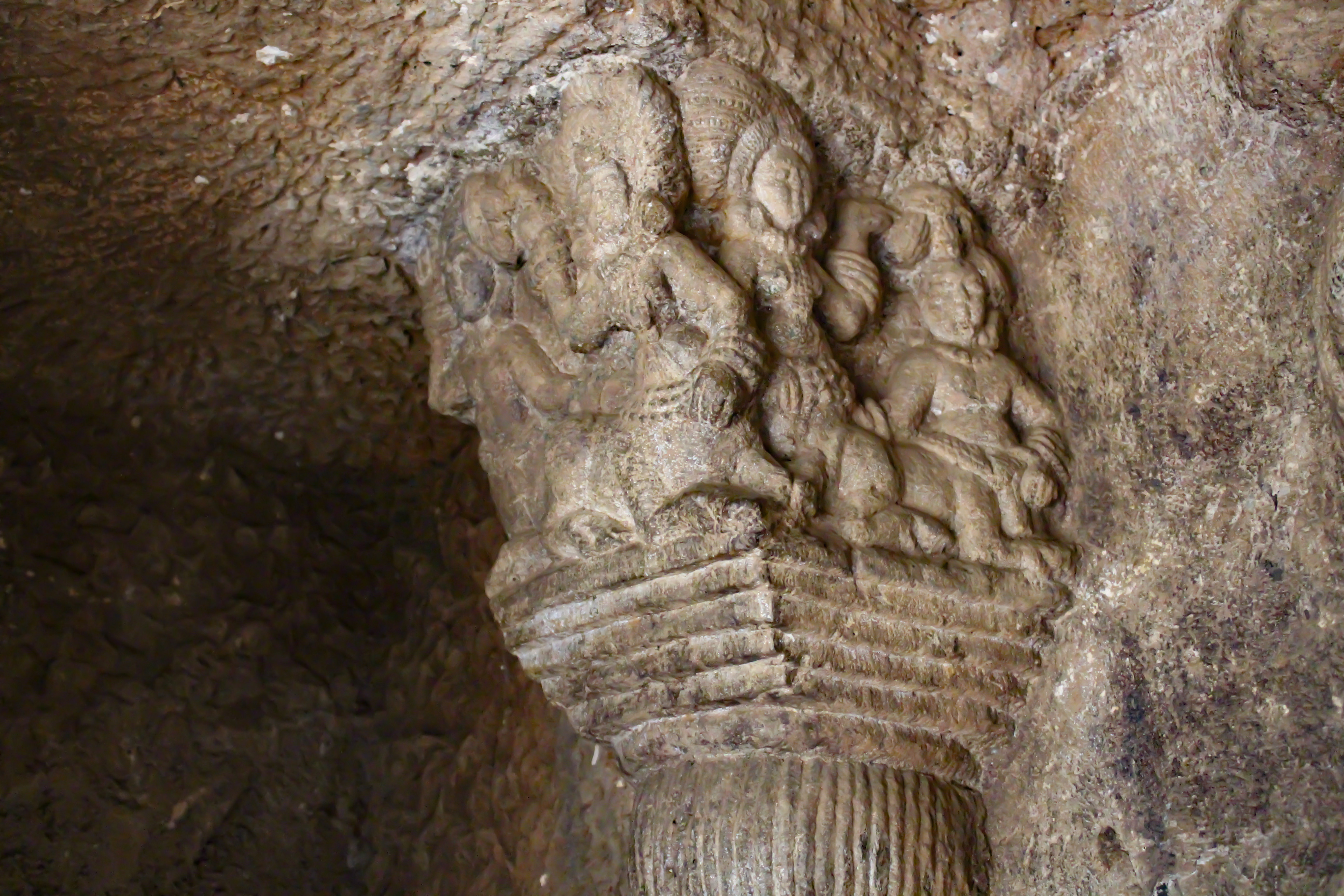
Détails des sculptures d'un chapiteau
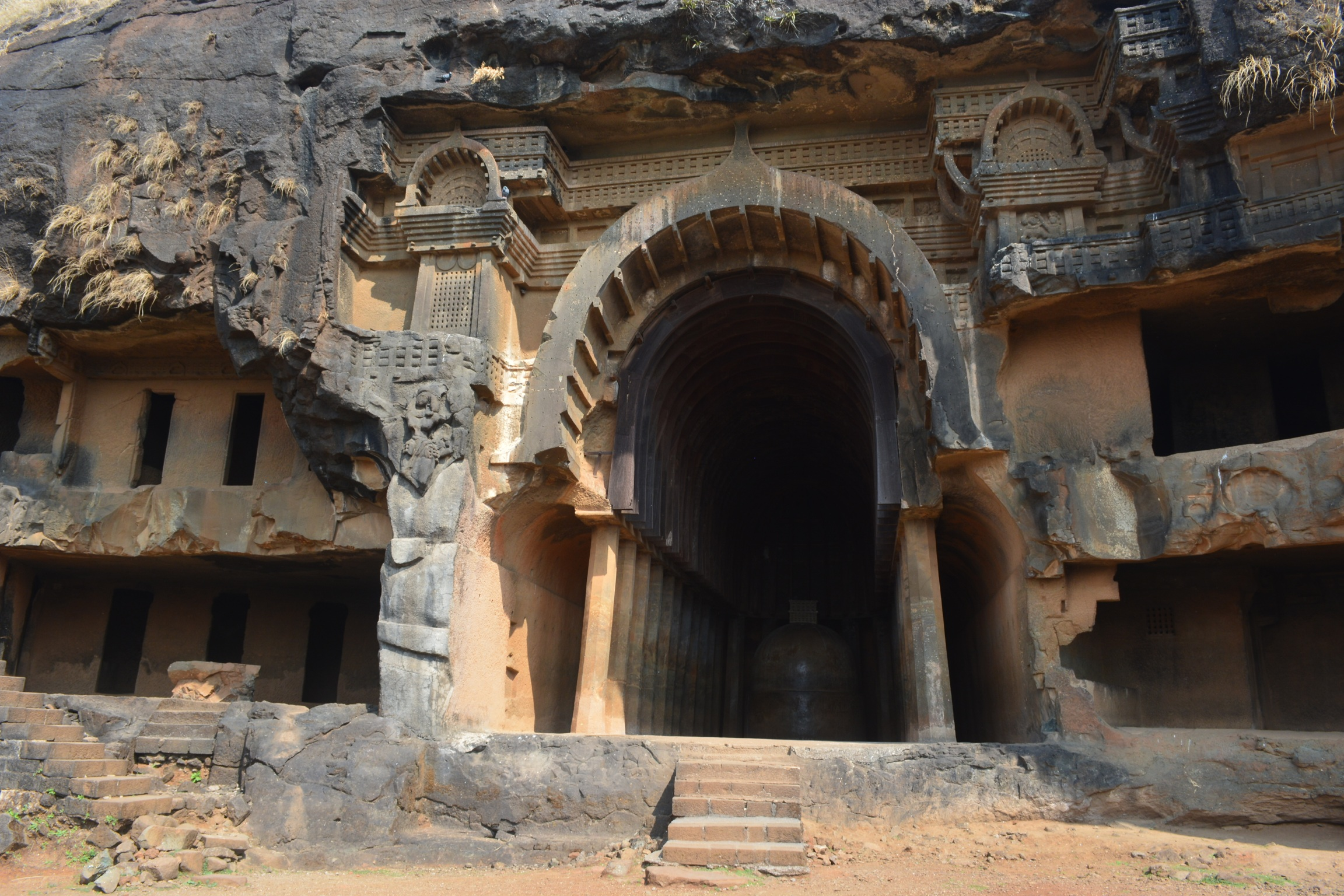
Détails de l'entrée principale